# Charles Coughlin
Pour les articles homonymes, voir Coughlin.
Le père Charles Edward Coughlin est un prêtre catholique et télévangéliste canadien, né le 25 octobre 1891 à Hamilton (Ontario) et mort le 27 octobre 1979 à Bloomfield Hills (Michigan, États-Unis).

## Biographie
Installé aux États-Unis, dans la région de Détroit, il fut un des premiers évangélistes américain à atteindre une grande audience, grâce à la radio, pendant la période de la Grande Dépression. 
Durant l'entre-deux-guerres, le père Coughlin soutient l'antisémitisme du régime nazi à travers son magazine Social Justice. Il fonde en 1934 la National Union for Social Justice, organisation politique qui développe un programme inspiré du fascisme européen et du catholicisme autoritaire.
Le père Coughlin soutint le démocrate Huey Pierce Long dans la polémique qui opposa l'homme politique catholique à Franklin Roosevelt. Il devint célèbre en animant une émission de radio, très hostile au New Deal et fortement imprégnée d'antisémitisme. Sur intervention du cardinal Pacelli, le futur Pie XII, et sollicité pour cela par Roosevelt lui-même, cette émission fut supprimée.
En concordance avec le programme de Huey Long, le père Coughlin s'oppose à la Réserve fédérale et propose de l'abolir.